# إسراء المدلل
إسراء المدلل (ولدت بمصر،1990) المتحدثة باسم الحكومة الفلسطينية العاشرة -حكومة إسماعيل هنية- باللغة الإنجليزية في غزة منذ عام 2013. متزوجة ولها طفلة.

## النشأة والتعليم
هي لاجئة الأصل من قرية البطاني الغربي،، ولدت في مصر عام 1990 أي قبل مؤتمر مدريد للسلام بعام، ونشأت في غزة وبريطانيا، فترعرعت في مخيم الشابورة للاجئين في مدينة رفح الفلسطينية.
درست الثانوية في مدرسة برادفورد، إنجلترا، ثم حصلت على البكالوريوس في الصحافة والإعلام من الجامعة الإسلامية بغزة مع تدريب على الصحافة فهي تحمل إجازة في الإعلام من نقس الجامعة.
درست لنحو أربع سنوات في بريطانيا وأتقنت اللغة الإنجليزية مما كان عاملا حاسما لتعيينها في هذا مركز.

## عمل
عملت مراسلة باللغة الإنجليزية لقناة بريس تي‌ في أثناء الحرب الأولى على قطاع غزة عام 2008.
ثم عملت معدة ومقدمة برامج في قناة الكتاب الفضائية، واستضافت خلال عملها متضامنين أجانب.

### ليست عضوة في حركة حماس
إسراء أكدت أنها ليست عضوة في حركة حماس بل تعمل لخدمة بلدها، سبقتها سيدات في تمثيل الحركة سياسيا، فهناك وزيرة لشؤون المرأة في غزة، إضافة إلى عضوات في المجلس التشريعي يمثلن الحركة.
وقال رئيس المكتب الإعلامي الحكومي والناطق باسم الحكومة في غزة إيهاب الغصين إن سياسة حكومته هي الانفتاح على الجميع، مؤكداً أن الحكومة تريد للعالم أن يسمع منها لا أن يسمع عنها.